# Hélio José
Hélio José da Silva Lima (Corumbá de Goiás, 9 de março de 1960) é um engenheiro eletricista e político brasileiro, filiado ao Solidariedade. Ele defendeu a devolução do mandato do senador Aécio Neves.

## Biografia
Nascido em Corumbá de Goiás, é formado em engenharia elétrica na Universidade de Brasília.
Nas eleições de 2010, foi eleito primeiro suplente de Rodrigo Rollemberg ao Senado Federal. Foi candidato ao cargo de Deputado Distrital do Distrito Federal pelo Partido Social Democrático (PSD) nas eleições de 2014, recebeu apenas 6 votos e não foi eleito. Em 2015, assumiu a vaga de senador pelo Distrito Federal, uma vez que Rollemberg foi eleito, em 2014, governador do Distrito Federal, tendo que renunciar ao mandato de Senador da República.
Foi filiado ao Partido dos Trabalhadores (PT). Ajudou a fundar o Partido Social Democrático (PSD), no qual foi filiado entre 2010-2015. Em dezembro de 2015, ingressou no recém-criado Partido da Mulher Brasileira (PMB). Em março de 2016, ingressa no Partido do Movimento Democrático Brasileiro (PMDB).
Esteve envolvido em uma polêmica acerca de um áudio seu divulgado pelo WhatsApp, em que critica o impeachment e dá suas opiniões informais sobre a conjuntura política do Brasil: "Se Temer assumir, mas o problema é que vai assumir é o compromisso que ele teve de assinar com os bandidos do Cunha e com o grande empresariado [...] Acho que vão chorar lágrimas de sangue para que o PT volte daqui a dois anos. Vão ver a desgraceira que vai acontecer nesse país com arrocho, onde servidor público vai ser tratado na pinhola, onde o servidor público vai perder os seus direitos". O áudio vazado causou celeuma dentro do PMDB. No entanto, Hélio José posicionou-se a favor da admissibilidade do processo de impeachment de Dilma Rousseff, defendendo Michel Temer em plenário.
Em agosto de 2016, novas gravações divulgadas na internet mostram o senador Hélio José defendendo a indicação de um ex-assessor para o cargo de superintendente da Secretaria de Patrimônio da União (SPU) no Distrito Federal. Nos áudios, o político diz que nomeia "a melancia que quiser" para o posto e que quem não "estiver com ele" pode "cair fora". "Isso aqui é nosso. Isso aqui eu ponho quem eu quiser, a melancia que eu quiser aqui, eu vou colocar", diz o senador em um trecho da conversa.
Em nota, o senador ressaltou a capacidade técnica do seu assessor. “O sr. Nilo é gestor financeiro, devidamente inscrito no Conselho Regional de Administração, de elevada capacitação técnica, a quem o senador confiou e sugeriu uma indicação técnica para assumir a SPU-DF, que tem por finalidade zelar, manter, administrar e sobretudo, ajudar a destravar o sistema fundiário inclusive na regularização dos condomínios de uma forma técnica, honesta e totalmente dentro da legalidade”, atestou.
Em dezembro de 2016, votou a favor da PEC do Teto dos Gastos Públicos.
Em julho de 2017, votou contra a cassação de Aécio Neves no conselho de ética do Senado.
Em outubro de 2017, confirmou saída do PMDB, e o ingresso no PROS, após exoneração de apadrinhados seus pelo presidente Michel Temer, que o senador chamou de "retaliação". Votou a favor da manutenção do mandato do senador Aécio Neves derrubando decisão da Primeira Turma do Supremo Tribunal Federal no processo onde ele é acusado de corrupção e obstrução da justiça por solicitar dois milhões de reais ao empresário Joesley Batista.
Em novembro de 2018, o senador votou a favor do aumento de salário dos integrantes do STF, que gerará o reajuste de milhares de salários no nível federal, estadual e municipal, com impacto negativo de 6 bilhoes/ano no orçamento nacional.

### Projeto de Lei de origem popular
Em agosto de 2017, uma cidadã do Rio grande do Sul enviou para o Portal e-Cidadania do Senado Federal uma ideia legislativa pedindo o cumprimento do art. 37 da Constituição Federal, dando garantia de DATA-BASE aos servidores públicos. A Sugestão Legislativa n° 1 de 2018 teve como relator o Senador Hélio José, e em abril de 2018, a Comissão de Direitos Humanos e Legislação Participativa aprovou o relatório do senador pela transformação da SUG no Projeto de Lei n° 228 de 2018, alterando a Lei nº 1.079 de 1950, e o Decreto-Lei nº 201 de 1967, tipificando como crime de responsabilidade a omissão no envio ao Poder Legislativo da proposta de revisão geral anual da remuneração e do subsídio dos agentes públicos.

Em dezembro de 2015, Hélio José foi relator de outra ideia semelhante, a SUG n° 3 de 2015 que propunha a correção automática anual da remuneração dos servidores públicos federais, bem como a data-base da categoria em comento, e que posteriormente foi arquivada pela CDH com a justificativa de que a ideia seria matéria de competência da Presidência da República.